# Musquito (Schiff)
Die Musquito war eine Brigg der Preußischen und Kaiserlichen Marine. Sie wurde 1851 in Großbritannien vom Royal Dockyard in Pembroke Dock in Südwales gebaut, 1862 von der preußischen Marine gekauft und von 1863 bis 1891 als Segelschulschiff für Schiffsjungen eingesetzt.

## Geschichte
Die britische Royal Navy erhielt zwischen 1841 und 1853 sieben Sloops der Helena-Klasse mit jeweils 16 Kanonen. Die 1851 auf der staatlichen Werft in Pembroke vom Stapel gelaufene Musquito war das sechste Schiff dieser Klasse. Die Sloops der Helena-Klasse waren als Briggs getakelt und wurden deshalb auch als „first class brigs“ bezeichnet. Der Querspant-Kraweelbau Musquito verdrängte 549 t, war 40,5 m lang und 10,3 m breit. Die Bewaffnung bestand aus 16 32-Pfünder-Kanonen. Die Bauwerft in Wales fertigte fünf Briggs dieser Serie mit Helena (1843), Atalanta, Camilla (1847), Musquito (1851) und Rover (1853); dazu kamen die 1841 in Woolwich gebaute Siren und die 1948 in Bombay fertiggestellte Jumna. Die Musquito und die Rover wurden im April 1847 bestellt. Der Bau der Musquito wurde im Mai 1849 begonnen. Nach dem Stapellauf am 29. Juli 1851 wurde das Schiff Ende August 1851 nach Plymouth überführt. Ab Juli 1853 befanden sich Musquito und Rover in Plymouth in der Reserve und wurden nicht bewaffnet.

### Verkauf an Preußen
Die junge preußische Marine verlor 1860 den Schoner Frauenlob und im November 1861 die Segelkorvette Amazone mit der gesamten Besatzung. Beide Schiffe waren als Ausbildungsschiffe im Einsatz gewesen. Der preußische Landtag genehmigte daraufhin den Ankauf von geeigneten Schulschiffen in Großbritannien, um den bestehenden Bedarf an gut ausgebildeten Seeleuten schnell sicherzustellen. Es gelang 1862, von der britischen Admiralität die Segelfregatte Niobe und die Sloops Musquito und Rover der Helena-Klasse anzukaufen. Die in der Umrüstung auf eine vollständig dampfgetriebene Marine befindliche Royal Navy gab die hölzernen, reinen Segelschiffe ab, die alle drei bislang nicht im aktiven Dienst gewesen waren. Im Kaufvertrag für die Schiffe vom 9. Juli 1862 wurde für die Musquito 11.828 £ als Preis ausgewiesen.
Für die Überführung der angekauften Schiffe wurden Offiziere nach Großbritannien entsandt. Die notwendigen Mannschaften mussten die aus Ostasien heimkehrenden Arcona und Thetis stellen. Die gedeckte Korvette Arcona unter Kapitän zur See Henrik Ludvig Sundevall war schon im August aus Kapstadt kommend in England eingetroffen und befand sich im Dock in Devonport zu Reparaturen. Sie setzte nach Abgabe von Teilen der Besatzung für die Ankäufe am 17. September 1862 ihre Heimreise fort. Die Segelfregatte Thetis unter Kapitän zur See Eduard Jachmann traf nach Erledigung eines Sonderauftrags in Südamerika Mitte Oktober in Plymouth ein. Sie gab weitere Seeleute für die Überführungsmannschaften ab. So konnten am 19. Oktober die beiden Briggs Musquito und Rover sowie am 21. Oktober die Fregatte Niobe für die preußische Marine übernommen werden. Am 25. Oktober setzte die Thetis ihre Heimreise fort. Am 28. Oktober begannen auch die Schwesterschiffe Musquito und Rover ihre Überführungsfahrt nach Danzig, wo sie Ende November eintrafen und im Dezember wieder außer Dienst gestellt wurden, um für ihre Aufgaben als Schulschiffe in der Königlichen Werft hergerichtet zu werden. Überführungskommandant der Musquito war Leutnant zur See 1. Klasse Adolph Berger, der das Schiff vom Mai 1866 bis September 1867 sowie vom April bis Oktober 1873 erneut kommandierte.

### Einsatz als Schiffsjungenschulschiff
Am 15. April 1863 wurde die Musquito als erstes der neuen Schulschiffe unter Korvettenkapitän Friedrich Hassenstein in Dienst gestellt. Die beiden anderen Schiffe folgten in den beiden folgenden Monaten. Die Schiffe behielten ihre britischen Namen, die Musquito trotz der in Deutschland üblichen Schreibweise „Moskito“ für die namensgebende tropische Stechmücke. Da sich auch in England eine abweichende Schreibweise („mosquito“) durchsetzte, kam es auch in amtlichen deutschen Unterlagen öfter zu fehlerhaften Benennungen des Schiffes.
Im August 1863 kam es erstmals zur Bildung eines Übungsgeschwaders der drei Neuankäufe, die von Prinz Adalbert dem preußischen Kronprinzenpaar Friedrich Wilhelm und Victoria auf der Grille vor Rügen vorgeführt wurden. Nach Verbandsübungen begannen sie dann im Herbst eine Auslandsreise in den Atlantik, die schon am 16. November in Plymouth wegen der Spannungen mit Dänemark abgebrochen wurde. Die Musquito musste dort allerdings Seeschäden ausbessern und konnten den anderen Schiffen erst nach einer Woche folgen und erreichte Swinemünde am 5. Dezember. Dort verblieb sie mit einer reduzierten Besatzung auch während des Deutsch-Dänischen Krieges als Wohnschiff für eingezogene Reservisten.
Im Herbst 1864 lief das Schulgeschwader mit allen drei Schiffen von Kiel in den Atlantik aus. Wegen des gerade beendeten Krieges mit Dänemark begleiteten die Gedeckte Korvette Vineta und die Glattdeckskorvette Victoria das ausreisende Schulgeschwader bis Plymouth. Dort trennte sich die Niobe von den Briggs und setzte ihre Reise nach Westindien fort, während die beiden Geleitkorvetten in die Ostsee zurückkehrten. Die beiden Schiffsjungenschulschiffe liefen in das Mittelmeer über Gibraltar und Palermo bis nach Nauplia. Schlechte Wetterbedingungen verzögerten die Rückreise in Malta, und am erst 17. Mai 1865 traf die Musquito mit ihrem Schwesterschiff wieder in Kiel ein.
Auch in den folgenden Jahren folgten im Sommer kurze Ausbildungsfahrten in der Ostsee und dann eine mehrmonatige Winterreise in den Süden. 1865/66 erfolgte die Winterreise bis zu den Kap Verden, wobei auch die Niobe an der Reise teilnahm. 1866/67 erfolgte die Winterreise der Musquito mit der Rover vom 9. Oktober 1866 bis Anfang Mai 1867 in das westliche Mittelmeer. Befehligt wurde die Musquito seit Mai 1866 von ihrem vormaligen Überführungskommandanten Adolph Berger, der auf der Reise zum Korvettenkapitän befördert wurde. Nach der Rückkehr nach Kiel erfolgte noch eine kurze Reise mit dem Kronprinzenpaar an Bord, das von Generalmajor Albrecht von Stosch, dem späteren Ersten Chef der Admiralität der Kaiserlichen Marine, begleitet wurde, der erstmals auf der Brigg am Alltag eines Kriegsschiffs teilnahm. Auf der folgenden Fahrt wechselte der Kommandant Berger am 12. Oktober 1867 in Plymouth von der Musquito auf die Schulfregatte Niobe, deren Kommandant nach einer Havarie am 24. September gestorben war. Die Musquito übernahm Korvettenkapitän Mac Lean, der sich in England zur Überführung der Panzerfregatte Kronprinz befand. Während die Niobe wieder nach Westindien reiste, segelten die beiden Schulbriggs nach Lissabon, von wo sie über den Winter mehrere kürzere Reisen unternahmen, ehe sie am 3. Mai 1868 wieder in Kiel eintrafen. Die beiden folgenden Jahre verbrachten die Musquito und die Rover vor Portugal und den südspanischen Atlantikhäfen. Am 28. April 1870 trafen die beiden Schiffe wieder in Kiel ein. Sie verlegten dann nach Danzig und stellten dort im Juli wegen des Deutsch-Französischen Krieges außer Dienst.
Am 21. Mai 1871 wurde die Musquito wieder in Dienst gestellt. Gleichzeitig kam der ähnliche Neubau Undine der königlichen Werft in Danzig erstmals in den Dienst der Marine. Beide Schiffe führten im Winter 1871/1872 eine mehrmonatige Winterfahrt bis zu den Kap Verden durch. Die Musquito blieb auch noch im Sommer 1872 neben der wieder aktiven Rover im Dienst, so dass im Sommer alle drei Briggs in der Ostsee im Einsatz blieben. Die Musquito besuchte Karlskrona als einzigen ausländischen Hafen. Die kleinen Schulschiffe sollten nun grundsätzlich nicht mehr auf langen Reisen eingesetzt werden und nur noch während des ersten Ausbildungsabschnitts in der Heimat genutzt werden. Auch in den folgenden Jahren 1873 bis 1877 war die Musquito von Anfang April bis Mitte Oktober als Schiffsjungenbrigg im Einsatz, wobei sie 1877 nach Norwegen reiste und Christiania (heute Oslo) und Bergen besuchte. 1878 wurden dann schwedische Häfen, darunter auch Stockholm besucht.
Nach einer Generalüberholung 1878 auf der Kaiserlichen Werft in Kiel erfolgten weitere Einsätze jeweils vom Frühjahr bis zum Herbst in den Jahren 1879, 1880, 1882 und 1883.
Nach einem weiteren Ruhejahr wurde die Musquito 1885 zur Ausbildung im zweiten Jahr der Schiffsjungen-Ausbildung eingesetzt und startete am 1. Juni 1885 zu einer Atlantikfahrt mit der als auch als Schulschiff für die Schiffsjungenausbildung eingesetzten Glattdeckskorvette Luise, die mit gleicher Aufgabe eine derartige Reise schon 1881/82 durchgeführt hatte. Die beiden Schulschiffe erreichten am 21. Oktober Bahia als südlichsten Hafen ihrer Reise, nutzten von Anfang Dezember bis Januar 1886 Barbados als Basis, wo die beiden Schiffe mit dem für den Winter gebildeten Schulgeschwader aus den Kreuzerfregatten Stein und Moltke sowie den Korvetten Sophie und der Ariadne, dem Schwesterschiff der Luise, im Januar zusammentrafen. Die Musquito und die Luise liefen dann entlang der Antillen nach Norden. Musquito lag vom 19. April bis zum 4. Mai 1886 in Fort Monroe, Virginia. Beide Schiffe nahmen im Juli an einer Flottenparade in Cowes teil, wo die Brigg von etlichen hochgestellten Personen besichtigt wurde. Während die Luise anschließend noch Schottland besuchte, lief die Musquito allein nach Kiel, wo sie am 29. August 1886 eintraf. Am 16. September 1886 wurde sie dann in Danzig außer Dienst gestellt.
1889 und 1891 wurde Musquito noch im Sommerhalbjahr zur Schiffsjungenausbildung in der Ostsee eingesetzt. 1889 besuchte der damalige Schüler und spätere Großadmiral Erich Raeder das Schiff in der Lübecker Bucht. Dies war der erste Kontakt Raeders mit der Marine, ohne das dies ihn sonderlich beeindruckte. 1889 erfolgte gleichzeitig der Einsatz des Schwesterschiffes Rover. 1891 war der Einsatz der Musquito der letzte Einsatz eines reinen Segelschiffes als Schulschiff der Marine, da die mit ihr beschafften Rover und Niobe 1890 letztmals aktiviert und dann im Herbst aus der Flottenliste gestrichen worden waren. Auf der Musquito wurde am 30. September 1891 die Flagge letztmals eingeholt und das Schiff wurde im Dezember aus der Flottenliste gestrichen.

### Verbleib
Nach ihrer Außerdienststellung am 21. Dezember 1891 wurde der Rumpf der Musquito als Bergehulk verwendet und kam mehrfach bei der Abbergung aufgelaufener Schiffe der Kaiserlichen Marine in der Ostsee zum Einsatz. Im März 1906 wurde der Rumpf in Swinemünde verkauft. Die ehemalige Musquito wurde als Kohlenhulk aufgebraucht und später in Swinemünde abgewrackt.

## Kommandanten
Von den Kommandanten der Musquito stiegen zwölf später bis in Admiralsränge auf, darunter
- Korvettenkapitän Adolph Wilhelm Berger (1829–1898), 1862+1866/67+1873, zuletzt Vizeadmiral;
- Korvettenkapitän Wilhelm von Wickede, 1871/72, zuletzt Vizeadmiral;
- Korvettenkapitän Karl August Deinhard, 1875, zuletzt Vizeadmiral;
- Korvettenkapitän Bartholomäus von Werner, 1876, zuletzt Konteradmiral;
- Kapitänleutnant Freiherr von Maltzahn, 1889, zuletzt Vizeadmiral.